# سوزی بوگاس
سوزان کی بوگوس (زاده ۳۰ دسامبر ۱۹۵۶) خواننده و ترانه‌سرای موسیقی کانتری آمریکایی است. او کار خود را در دهه ۱۹۸۰ به عنوان یک خواننده انفرادی آغاز کرد. در دهه ۱۹۹۰، شش آهنگ او جزو ۱۰ آهنگ برتر، سه آلبوم طلایی و یک آلبوم گواهی پلاتین دریافت کرد. او برنده بهترین خواننده جدید زن از آکادمی موسیقی کانتری و جایزه Horizon از انجمن موسیقی کانتری شد.
سوزان کی بوگس در ۳۰ دسامبر ۱۹۵۶ در آلیدو، ایلینوی ایالات متحده متولد شد. او در سن ۵ سالگی در گروه خواننده فرشته ای کلیسا کالج آونیو در شهر خود شروع به آواز خواندن کرد.